# Juliane Kokott
Juliane Kokott (ur. 1957) – niemiecka prawnik, LL.M. Uniwersytetu Amerykańskiego w Waszyngtonie, doktor nauk prawnych Uniwersytetu Harvarda, profesor tytularny Uniwersytetu St. Gallen, Rzecznik Generalny Trybunału Sprawiedliwości Wspólnot Europejskich od 2003.
Mężatka, ma szóstkę dzieci.

## Wybrana literatura
- Juliane Kokott et al.: Grundzüge des Völkerrechts, 3. Aufl., UTB Uni-Taschenbücher Verlag 2003, ISBN 3-8252-1511-3.